# Аркадин, Иван Иванович
Иван Иванович Аркадин (1878—1942) — русский советский актёр театра и кино. Заслуженный деятель искусств РСФСР (1935).

## Биография
С 1908 года выступал на сцене Передвижного драматического театра П. П. Гайдебурова. В 1914—1938 актёр московского Камерного театра Таирова. С 1938 служил в Государственном Центральном ТЮЗе.
Амплуа — актёр преимущественно комедийный, порой буфонный. Обладал большим обаянием и юмором. Его игра отличалась искренностью, простотой, задушевной мягкостью, достигая подчас и трагического звучания.

## Избранные театральные роли
- Павлин Савельич («Волки и овцы» Александра Островского)
- премьер-министр Кала-Базас («День и ночь» Ш. Лекока),
- Росетти («Сирокко» по Соболю),
- Терамен («Федра» Ж. Расина),
- Ирод («Саломея» О. Уайльда),
- Силен («Фамира-кифаред» И. Анненского),
- Принц Бульонский («Адриенна Лекуврёр» Э.Скриба и Э.Легуве)
- Фамусов («Горе от ума» А. С. Грибоедова),
- Дьяк («Михаило Ломоносов» Сизовой),
- профессор Шатрова («У лукоморья» Д. Дэля) и др.

## Роли в кино
- 1924 — Банда батьки Кныша — отец Кати
- 1930 — Праздник святого Иоргена — казначей храма святого Иоргена
- 1933 — Марионетки — церемониймейстер
- 1936 — Последняя ночь — Амос Федорович Семихатов, коммивояжёр
- 1937 — Гаврош — продавец церковных купелей
- 1938 — Доктор Айболит — Беналис
- 1938 — Новая Москва — врач-педиатр (нет в титрах)